# Jānis Kalnbērziņš
Jānis Kalnbērziņš (ros. Ян Эдуардович Калнберзин, Jan Eduardowicz Kalnberzin; ur. 17 września 1893 w Katlakalns koło Rygi, zm. 4 lutego 1986 w Rydze) – łotewski komunista, I sekretarz Komunistycznej Partii Łotwy w latach 1940–1959, przewodniczący Rady Najwyższej ŁSRR, Bohater Pracy Socjalistycznej (1963), zwolennik „kursu narodowego” w łonie KPŁ.  

## Życiorys
Od kwietnia 1917 działacz partii bolszewickiej. Jako żołnierz dywizji strzelców łotewskich walczył w szeregach Armii Czerwonej przeciwko niepodległej Republice Łotewskiej, następnie, po wyparciu bolszewików z Łotwy, na innych frontach rosyjskiej wojny domowej. Kształcił się w Uniwersytecie Narodów Zachodnich w Moskwie, później w Instytucie Czerwonej Profesury. 
Od 1935 członek sekcji łotewskiej Międzynarodówki Komunistycznej. W 1939 aresztowany na Łotwie, w czerwcu 1940 zwolniony. W lipcu 1940 mianowany deputowanym do Sejmu Ludowego, który przegłosował włączenie Łotwy w skład ZSRR. 
Od 21 czerwca do października 1940 i ponownie od 21 grudnia 1940 do 25 listopada 1959 stał na czele Komunistycznej Partii Łotwy jako I sekretarz jej KC. W czasie II wojny światowej walczył w Armii Czerwonej, członek Rady Wojennej Frontu Północno-Zachodniego, jednocześnie w latach 1940–1950 był I sekretarzem Komitetu Miejskiego KPŁ w Rydze, a od 20 lutego 1941 do 5 października 1952 zastępcą członka KC WKP(b). Od 14 października 1952 do 30 marca 1971 członek KC KPZR, od 29 czerwca 1957 do 17 października 1961 zastępca członka Prezydium (Biura Politycznego) KC KPZR. Od 27 listopada 1959 do 5 maja 1970 przewodniczący Rady Najwyższej ŁSRR (quasi-prezydentem Łotwy). Deputowany do Rady Najwyższej ZSRR od 1 do 7 kadencji (1937–1970).
W maju 1970 odszedł na emeryturę.

## Odznaczenia
- Medal Sierp i Młot Bohatera Pracy Socjalistycznej (16 września 1963)
- Order Lenina (siedmiokrotnie - 28 czerwca 1945, 31 maja 1946, 20 lipca 1950, 19 września 1953, 15 lutego 1958, 16 września 1963 i 1 października 1965)
- Order Rewolucji Październikowej (16 września 1968)
- Order Wojny Ojczyźnianej I klasy (1 lutego 1945)
- Order Czerwonego Sztandaru Pracy (dwukrotnie - 15 września 1978 i 16 września 1983)
- Order Przyjaźni Narodów (14 września 1973)

I medale.